# I trentasei stratagemmi
I trentasei stratagemmi sono un trattato di strategia militare cinese che descrive una serie di astuzie usate in guerra, in politica e nella vita sociale, spesso tramite mezzi non ortodossi e ingannevoli. Il testo è stato scritto probabilmente durante la Dinastia Ming (1366-1610) e rappresenta il culmine di secoli di pensiero strategico cinese. Compilati durante la dinastia Ming (1368-1644), questi principi affondano le loro radici in epoche ancora più remote, attingendo alla saggezza accumulata durante il turbolento periodo degli Stati Combattenti (475-221 a.C.).

## Scoperta e storia del testo
Nel 1939 in un mercato dello Shaanxi nella Cina del nord, un ufficiale del Kuomintang (o Guomindang) scopre un libro di ricette sull'immortalità. Alla fine dell'opera si trova un breve trattato di strategia militare intitolato I trentasei stratagemmi. Il testo fu pubblicato da un editore locale nel 1941, ma divenne di dominio pubblico con la revisione pubblicata dal Partito Comunista Cinese sul giornale Guangming Daily (光明日報/光明日报) il 16 settembre 1961. Fu quindi ristampata e distribuita con popolarità crescente.
La prima edizione stampata dei 36 Stratagemmi è del 1941, stampata dalla Xinghua Printing House. Questa edizione, un modesto libretto di sole 32 pagine, non presenta né autore né data. La sua origine risale a una copia manoscritta scoperta nella Contea di Bin, Shaanxi (all’epoca conosciuto come Contea del Duca). L’opera guadagnò notorietà quando, nel 1961, il signor Shuhe la scoprì in una bancarella a Chengdu e ne parlò nel supplemento Dongfeng del Guangming Daily. Successivamente, nel 1962, Wugu (Yao Wei) tradusse e commentò l’opera, basandosi su questa ristampa, e la sua versione fu pubblicata dalla Casa Editrice del Popolo di Jilin nel 1979. Interessante notare che, sebbene la Regione Militare di Wuhan abbia pubblicato una propria traduzione moderna dei 36 Stratagemmi nel 1973, citando come fonte una “sintesi di diverse versioni”, le origini rimangono comunque incerte. Confrontando la traduzione e il commento dei 36 Stratagemmi di Wugu con la traduzione moderna di Wuhan, emergono significative discrepanze, il che suggerisce l’esistenza di ulteriori versioni non ancora nascoste.

## Origine
Il nome della raccolta deriva dal settimo volume del Libro dei Qi: biografia di Wáng Jìngzé (王敬則傳/王敬则传). Wáng era un generale della Dinastia Qi del Sud (479-502). In seguito ad una ribellione, l'erede al trono era fuggito. Wáng commentò che «dei trentasei stratagemmi di Tán, la ritirata era il suo meglio». Il riferimento era a Tan Daoji (?-436), un generale al servizio della Dinastia Liu Song (420-479) che fu costretto alla ritirata dopo aver fallito un attacco contro i Wei del nord. Wáng lo cita come esempio di codardia.

## Autore
I trentasei stratagemmi sono stati attribuiti a Sun Tzu del Periodo delle primavere e degli autunni (770 a.C.-495 a.C.), oppure a Zhuge Liang del Periodo dei Tre Regni (220-280), ma non sono considerati i veri autori. L'opinione prevalente è che in origine il testo fosse una raccolta scritta e orale, con molte versioni differenti create da differenti autori durante il trascorrere dei secoli. Alcuni stratagemmi si riferiscono al tempo di Sun Bin, circa 150 anni dopo la morte di Sun Tzu.

## Influenze letterarie
La raccolta è ispirata a I Ching o Libro dei mutamenti e alla filosofia legista. Il testo presenta influenze profonde di altre opere di primo piano della letteratura cinese come le favole di Han Fei Zi, la Storia dei Tre Regni e i proverbi Chengyu che fanno da titolo ai capitoli del trattato.

## Struttura del testo
Il testo si apre con una breve introduzione intitolata "Sei per sei: trentasei" (o “Sei volte sei: trentasei”) ed è diviso in sei capitoli a loro volta suddivisi in sei sottocapitoli. I primi tre capitoli descrivono stratagemmi per situazioni favorevoli, gli ultimi tre descrivono stratagemmi per situazioni sfavorevoli. Ogni proverbio è seguito da un breve commento che descrive come il proverbio sia applicabile alle tattiche militari. I trentasei proverbi sono collegati a trentasei battaglie della storia e del folclore cinese, in prevalenza del Periodo degli stati combattenti e dei Tre Regni.
Introduzione. Sei per sei: trentasei (六六三十六)
Il numero "trentasei" va inteso come una metafora per indicare un gran numero di stratagemmi e non si riferisce ad un numero specifico. Nell'I Ching il "sei" è il numero dello Yin, associato all'oscurità e in questa opera si riferisce, per estensione, ai metodi oscuri della strategia militare. I trentasei proverbi probabilmente sono stati creati dopo i fatti e l'opera è stata tramandata con il titolo "I detti di Wáng".
Piani per le battaglie già vinte (勝戰計)
1. Attraversa il mare senza che il cielo lo sappia (瞞天過海/瞒天过海, Mán tiān guò hai)
Preparati troppo e perdi la visione d'insieme; quello che vedi spesso non lo metti in dubbio. Yin (l'arte dell'inganno) è nello Yang (azione). Troppo Yang (trasparenza) nasconde Yin (vere astuzie).
Questo stratagemma si riferisce ad un episodio del 643, quando l'imperatore Tai Zong di Tang, rinunciò ad attraversare il mare per attaccare Goguryeo. Il suo generale Xue Rengui escogitò uno stratagemma per alleviare la paura della nausea dell'imperatore: in una giornata soleggiata, l'imperatore fu invitato ad incontrare un saggio. Attraverso una scura galleria giunsero in una sala dove si svolse un banchetto. Dopo molti giorni, l'imperatore ascoltò il suono delle onde e capì di trovarsi su una nave. Il generale Xue aprì le tende che coprivano la vista del mare e confessò che ormai lo avevano attraversato. L'imperatore allora decise di proseguire e alla fine concluse una campagna militare vittoriosa.
2. Assedia Wèi per salvare Zhào (圍魏救趙/围魏救赵, Wéi Wèi jiù Zhào)
Quando il nemico è troppo forte per essere attaccato direttamente, allora attacca qualcosa a lui caro. Sappi che non può essere invincibile. Da qualche parte deve avere un punto debole che può essere attaccato.
L'origine di questo proverbio risale al Periodo degli stati combattenti. Lo stato di Wèi attaccò Zhao e assediò la sua capitale Handan. Zhào chiese aiuto a Qí, ma Sun Bin, generale Qí, considerò una cosa da stolti affrontare l'esercito di Wèi direttamente, così attaccò invece la loro capitale Daliang. L'esercito di Wèi si ritirò disordinatamente e le truppe stanche caddero in un'imboscata e furono sconfitte nella Battaglia di Guiling, dove Pang Juan, generale di Wèi, fuggì dal campo di battaglia. Si noti che questa campagna è esplicitamente descritta nell'Arte della Guerra di Sun Bin.
3. Uccidi con una spada presa in prestito (借刀殺人/借刀杀人, Jiè dāo shā rén)
Attacca usando la forza di un altro. Spingi un alleato ad attaccare il nemico, corrompi un ufficiale o usa la forza del nemico contro di esso.
4. Attendi riposandoti mentre il nemico si fiacca (以逸待勞/以逸待劳, Yǐ yì dài láo)
È vantaggioso scegliere il momento e il luogo della battaglia. In questo modo sai quando la battaglia avrà luogo, mentre il tuo nemico no. Incoraggia il nemico a spendere le sue energie in ricerche inutili mentre tu conservi la tua forza. Quando è esausto e confuso, attacca energicamente e di proposito.
5. Saccheggia una casa che brucia (趁火打劫, Chèn huǒ dǎ jié)
Quando un paese è sconvolto da conflitti interni, quando pestilenza e carestia devastano la popolazione, quando corruzione e crimine sono dilaganti, allora sarà incapace di affrontare una minaccia esterna. Questo è il momento per attaccare.
6. Rumore ad est, attacco ad ovest (聲東擊西/声东击西, Shēng dōng jí xī)
In ogni battaglia l'elemento sorpresa può fornire un vantaggio schiacciante. Attacca il nemico dove meno se lo aspetti. Usa un diversivo per creare un'aspettativa nella sua mente.
L'idea è far concentrare le forze del nemico in un luogo e attaccare un punto poco difeso.

Piani per le battaglie indecise (敵戰計)
1. Crea qualcosa dal nulla (無中生有/无中生有, Wú zhōng shēng yǒu)
Fai credere al nemico che ci sia qualcosa quando in realtà non c'è niente.
Un metodo è creare l'illusione che qualcosa esista, mentre non esiste affatto. Un altro metodo è creare l'illusione che qualcosa non esista, mentre in realtà esiste.
2. Ripara pubblicamente la galleria, ma intrufolati attraverso il passaggio di Chengan (明修棧道,暗渡陳倉/明修栈道,暗渡陈仓, Míng xiū zhàn dào, àn dù chén cāng)
Inganna il nemico con un approccio ovvio che richiederà molto tempo, allora lo sorprenderai prendendo una scorciatoia. Mentre il nemico concentra l'attenzione dove hai voluto, non si accorgerà che gli starai addosso.
La frase trae origine dalla contesa Chu-Han, dove Liu Bang si ritirò nello Sichuan per prepararsi allo scontro con Xiang Yu. Una volta pronto, Liu Bang inviò uomini per riparare pubblicamente le gallerie che aveva distrutto, mentre muoveva segretamente le sue truppe verso Guanzhong attraverso la cittadina di Chencang. Quando Xiang Yu seppe che Liu Bang stava riparando le gallerie, pensò che non c'era più pericolo poiché i lavori di riparazione sarebbero durati anni. Questo permise a Liu Bang di riprendere Guanzhong di sorpresa e alla fine portò alla sua vittoria su Xiang Yu e alla nascita della Dinastia Han.
3. Guarda il fuoco dall'altra riva (隔岸觀火/隔岸观火, Gé àn guān huǒ)
Ritarda l'entrata in battaglia fino a quando tutti i contendenti si sono logorati combattendosi a vicenda. Allora attacca con tutta la forza e raccogli i pezzi.
4. Nascondi una spada dietro un sorriso (笑裏藏刀/笑里藏刀, Xiào lǐ cáng dāo)
Incanta e ingraziati il nemico. Quando hai guadagnato la sua fiducia, muovi contro di lui in segreto.
5. Sacrifica il pruno per salvare il pesco (李代桃僵, Li dài táo jiāng)
Ci sono circostanze nelle quali devi sacrificare obiettivi a breve termine per ottenere lo scopo a lungo termine. Trova il capro espiatorio affinché tutti gli altri non soffrano le conseguenze.
6. Cogli l'opportunità di rubare la capra (順手牽羊/顺手牵羊, Shùn shǒu qiān yáng)
Mentre porti avanti i tuoi piani, sii sufficientemente flessibile per avvantaggiarti di ogni opportunità che si presenti, anche minima, e giovatene per trarne profitto, per quanto trascurabile.

Piani per attaccare (攻戰計)
1. Batti l'erba per spaventare il serpente (打草驚蛇/打草惊蛇, Dá cǎo jīng shé)
Compi qualcosa di inusuale ma spettacolare per provocare la risposta del nemico, affinché riveli i suoi piani o la sua posizione, oppure provocalo solamente.
Conosciuto maggiormente come "Non spaventare il serpente battendo l'erba". Un'azione imprudente svelerà la tua posizione o le tue intenzioni al nemico.
2. Prendi a prestito un cadavere per risuscitare lo spirito (借屍還魂/借尸还魂, Jiè shī huán hún)
Prendi un'istituzione, una tecnologia, un metodo o anche un'ideologia che è stata dimenticata o scartata e appropriatene per il tuo scopo. Riporta in vita qualcosa dal passato, idee, usi, tradizioni, dandogli un nuovo scopo o reinterpretandoli secondo i tuoi scopi.
3. Costringi la tigre a lasciare la sua tana di montagna (調虎離山/调虎离山, Diào hǔ lí shān)
Non attaccare direttamente il nemico che ha una posizione favorevole. Invece spingilo a lasciare la sua posizione favorevole così da separarlo dalla sua fonte di forza.
4. Per catturare, bisogna allentare (欲擒故縱/欲擒故纵, Yù qín gū zòng)
Prede chiuse in un angolo spesso lanciano un ultimo disperato attacco. Per evitarlo lascia credere al nemico che abbia una possibilità di libertà. La sua volontà di combattere è così indebolita dal desiderio di fuga. Quando alla fine il nemico comprenderà che la libertà è impossibile, il suo morale sarà abbattuto e si arrenderà senza combattere.
5. Getta un mattone per ottenere una gemma di giada (拋磚引玉/抛砖引玉, Pāo zhuān yǐn yù)
Alletta qualcuno facendogli credere di guadagnare qualcosa o fallo solo reagire all'idea, e ottieni qualcosa di importante da lui in cambio.
Questo proverbio si basa sulla storia di due famosi poeti della Dinastia Tang.
C'era un grande poeta chiamato Zhao Gu e un poeta inferiore di nome Chang Jian. Mentre Chang Jian era in viaggio per Suzhou, seppe che Zhao Gu avrebbe fatto visita ad un tempio del luogo. Chang Jian desiderava imparare dal maestro e così ideò un piano: si recò al tempio in anticipo e poi scrisse una poesia sui muri del tempio con solo due versi su quattro completi, sperando che Zhao Gu lo avrebbe visto e terminato. E così avvenne.
6. Sconfiggi i nemici catturando il loro capo (擒賊擒王/擒贼擒王, Qín zéi qín wáng)
Se l'esercito nemico è forte ma è legato al comandante solo per denaro, superstizione o minacce, allora concentrati sul capo. Se il comandante cade, il resto dell'esercito si disperderà o passerà dalla tua parte. Se invece sono legati al capo per lealtà, allora fai attenzione: l'esercito può continuare a combattere dopo la sua morte per vendicarlo.

Piani per le battaglie dalle molteplici possibilità (混戰計)
1. Rimuovi la legna da sotto il calderone (釜底抽薪, Fǔ dǐ chōu xīn)
Se qualcosa deve essere distrutto, allora distruggi la fonte.
2. Disturba l'acqua per catturare il pesce (渾水摸魚/浑水摸鱼 or 混水摸鱼, Hún shuǐ mō yú)
Crea confusione e usala per favorire i tuoi fini.
3. Muta la pelle dello scarabeo d'oro (金蟬脱殼/金蝉脱壳, Jīn chán tuō qiào)
Per scappare da un nemico dalle forze superiore, mascherati.
4. Chiudi la porta per catturare il ladro (關門捉賊/关门捉贼, Guān mén zhuō zéi)
Per catturare il nemico, devi pianificare con prudenza se vuoi riuscire. Non precipitarti nell'azione. Prima di muoverti, taglia le vie di fuga al nemico e ogni via di aiuto che possa giungergli da fuori.
5. Alleati con uno stato distante mentre attacchi uno vicino (遠交近攻/远交近攻, Yuǎn jiāo jìn gōng)
Le nazioni confinanti diventano nemiche, mentre le nazioni separate da grandi distanze stringono lunghe alleanze. Quando sei il più forte in un campo, la tua più grande minaccia proviene dal secondo più forte nel tuo campo, non dal più forte in un altro campo.
Questa politica è attribuita a Fan Sui di Qin (ca. 269 a.C.)
6. Ottieni un passaggio sicuro per conquistare Guo (假道伐虢, Jiǎ dào fá Guó)
Prendi a prestito le risorse di un alleato per attaccare un nemico comune. Una volta che il nemico è sconfitto, usa queste risorse contro l'alleato che te l'ha prestate.
Il proverbio si riferisce al duca Xian di Jin.

Piani per le battaglie di annessione (並戰計)
1. Sostituisci le travi con legno marcio (偷梁換柱/偷梁换柱, Tōu liáng huàn zhù)
Scompiglia la formazione nemica, interferisci nei loro metodi operativi, cambia le regole che sono soliti seguire, vai contro il loro addestramento regolare. In questo modo rimuovi la colonna portante, il legame comune che rende un gruppo di uomini una forza di combattimento coesa.
2. Punta al gelso mentre maledici l'acacia (指桑罵槐/指桑骂槐, Zhǐ sāng mà huái)
Per disciplinare, controllare o avvertire gli altri che sono in una posizione che esclude dal confronto diretto, fai analogie e allusioni. Quando i nomi non sono usati direttamente, chi è accusato non può rivalersi senza svelare la propria complicità.
3. Fingiti pazzo ma resta equilibrato (假痴不癲/假痴不癫, Jiǎ chī bù diān)
Nasconditi dietro la maschera dell'idiota, dell'ubriaco o del pazzo per creare confusione sulle tue intenzioni e motivazioni. Spingi il nemico a sottovalutare la tua abilità finché, presuntuosamente, abbasserà la guardia. Allora attaccalo.
4. Rimuovi la scala quando il nemico è salito sul tetto (上屋抽梯, Shàng wū chōu tī)
Con esche e inganni spingi il nemico su un terreno infido. Allora taglia le sue linee di comunicazione e vie di fuga. Per salvarsi deve combattere contro le tue forze e gli elementi della natura.
5. Adorna l'albero con fiori finti (樹上開花/树上开花, Shù shàng kāi huā)
Legare fiori di seta ad un albero morto dà l'illusione che l'albero sia in salute. Attraverso l'uso di artifici e travestimenti, rendi qualcosa di nessun valore importante, qualcosa di innocuo pericoloso, qualcosa di utile inutile.
6. Scambia i ruoli dell'ospite e dell'invitato (反客為主/反客为主, Fǎn kè wéi zhǔ)
Impadronisciti del comando in una situazione dove sei di solito subordinato. Infiltrati nel campo avversario. All'inizio fingi di essere un invitato, ma cresci dall'interno e diventa in seguito il padrone.

Piani per le battaglie disperate (敗戰計)
1. La trappola della bella (美人計/美人计, Měi rén jì)
Invia al tuo nemico belle donne per generare discordia nel suo campo. Questo stratagemma può lavorare su tre livelli. Primo: il governante si innamora della bella donna e trascura i suoi doveri e allenta la vigilanza. Secondo: altri uomini a corte inizieranno a mostrare un atteggiamento aggressivo che infiamma piccole differenze ostacolando la cooperazione e distruggendo il morale. Terzo: altre donne a corte, motivate dalla gelosia e dall'invidia, cominciano ad ordire intrighi esacerbando ulteriormente la situazione.
2. La strategia del forte vuoto (空城計/空城计, Kōng chéng jì)
Quando il nemico è superiore di numero e ti aspetti di essere sopraffatto in qualsiasi momento, allora lascia cadere i preparativi e agisci con calma, così il nemico penserà che gli stai tendendo una trappola. Questo stratagemma deve essere usato con parsimonia e solo dopo aver sviluppato una reputazione di prodezza militare. Questo dipende anche dall'intelligenza del nemico che, intuendo una trappola, può progettare la sua reazione.
3. La trappola dell'agente doppio (反間計/反间计, Fǎn jiàn jì)
Mina la capacità del nemico di combattere causando segretamente discordia tra lui e i suoi amici, alleati, consiglieri, familiari, comandanti, soldati e popolazione. Mentre è occupato a comporre le dispute interne, la sua capacità di attacco o di difesa è compromessa.
4. Ferisciti per avere la fiducia del nemico (苦肉計/苦肉计, Kǔ ròu jì)
Fingere di essere feriti ha due possibili applicazioni. Primo: il nemico allenta la guardia poiché non ti considera più una minaccia immediata. Secondo: è un modo per ingraziarti il nemico fingendo che la ferita è stata causata da un nemico comune.
5. Stratagemmi intrecciati  (連環計/连环计, Lián huán jì)
Nelle questioni importanti uno dovrebbe usare diversi stratagemmi contemporaneamente come una catena di stratagemmi. Tieni piani differenti operanti in uno schema generale. In questo modo se uno stratagemma fallisce, la catena si rompe e tutto lo schema fallisce.
6. Se tutto fallisce, ritirata (走為上/走为上, Zǒu wéi shàng)
Se diventa evidente che il susseguirsi degli eventi porterà alla sconfitta, allora ritirati e riorganizzati. Quando la tua parte sta perdendo, rimangono solo tre scelte da prendere: arrendersi, trovare un accordo, o scappare. La resa è la sconfitta completa, l'accordo è mezza sconfitta, ma la fuga non è sconfitta. Fino a quando non sei sconfitto, hai ancora una possibilità.

## Influenza culturale
- Al libro è ispirato il volume italiano Trentasei stratagemmi di Gianluca Magi, che ispirò a sua volta l'album Dieci stratagemmi del cantautore e compositore Franco Battiato.[senza fonte]